# Teotlalpan

Teotlalpan

Teotlalpan är en region i den mexikanska delstaten México och Hidalgo. Regionens huvudort är Tula.